# Ciclopie

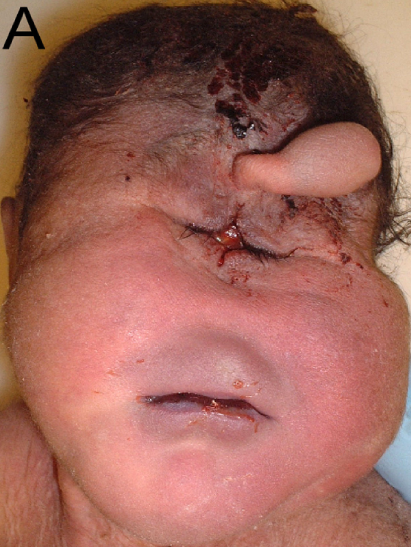
Ciclpia în sindromul Patau. Ciclopia (un singur ochi median) este asociată cu o arinie (absenţa nasului) şi cu o formaţiune proboscidiană deasupra ochiului.

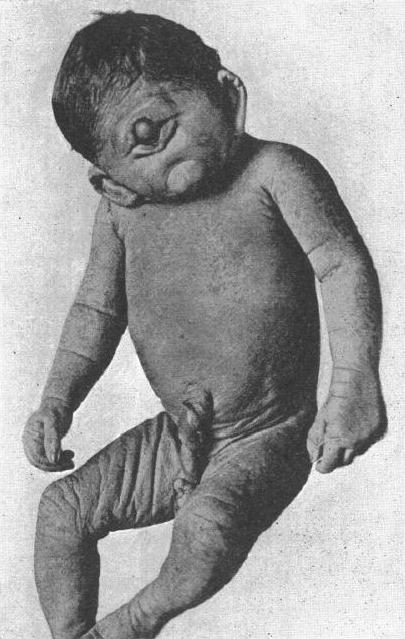
Ciclopie

Ciclopia (din greaca kyklos = cerc; ops = ochi) este o malformație congenitală a feței caracterizată prin fuziunea pe linia mediană a celor două orbite și ca urmare, existența unei singure orbite. Globul ocular poate fi absent, alteori este rudimentar, sau aparent normal, ori duplicat. Nasul poate lipsi (arinie) sau este substituit de un apendice tubular (proboscis), situat la partea superioară a orbitei.
Ciclopia reprezintă forma extremă a hipotelorismului și este cea mai gravă malformație facială din spectrul malformativ al holoprozencefaliei.
Ciclopia se caracterizează prin:
- Prezența unei singure orbite pe linia mediană
- Globul ocular poate fi prezent (monoftalmie mediană – un singur ochi situat median), sau absent (anoftalmie), sau format din fuziunea celor doi ochi (sinoftalmie)
- Arinie completă (absența nasului și a oaselor nazale)
- Proboscisul poate fi prezent sau absent. Proboscisul poate fi singur sau dublu și este situat deasupra orbitei mediene.

Ciclopia se întâlnește în:
- Holoprozencefalie alobară
- Trisomia 13 (sindromul Patau)
- Agnație (asocierea ciclopie-otocefalie)
- Defecte de tub neural
- Infecție congenitală cu citomegalovirus

## Diagnostic prenatal
Ciclopia este identificată la începutul săptămânii a 9-a de gestație prin ultrasonografie.

## Prognostic
Toți nou-născuții cu ciclopie decedează în prima săptămână de viață.